# シンクレティズム
シンクレティズム（英語: syncretism）とは、別々の信仰、文化、思想学派などを混ぜ合わせること。異なる信念や実践の組み合わせ。異なる複数の文化や宗教が接触して混交している状態や現象。違った背景をもち、互いに異質の宗教、哲学的立場、神学的立場を妥協させようとする行為、またその結果生まれる考え方。「混合」（混合主義）、「習合」（習合主義）、「諸教混淆」（しょきょうこんこう）ともいう。また「融合」「混交」「複合」「重層」などの訳語も使用されている。
シンクレティズムという概念や用語は、異なる芸術や文化が合体・融合するさまを指すのにも使われる（「折衷主義」とも）。政治の分野でも使われている（政治的シンクレティズム）。

## 概要
あらゆる文化でシンクレティズムの現象は起きている。
アリストテレス学派とプラトン学派などを調和しようとする努力、中国でのイエズス会の典礼論争、キリスト教宣教師らによるキリスト教の「土着化」の努力などは、いずれもシンクレティズムの一種といえる。
17世紀には、プロテスタントとカトリックの対立を超える「全世界の教会の一致」が「シンクレティズム」と呼ばれた。その後、初期キリスト教に対する異教のさまざまな影響があった事実が明らかにされるなか、比較宗教学も発展してゆき、宗教や文化一般を論じる言葉・概念として定着した。

## 語源
17世紀初頭、現代ラテン語（en:New Latin）の「syncretismus」が直接の語源である。さらにこの現代ラテン語の語源はギリシア語の「sunkrētismos」であり、これは「sunkrētizein」から派生した語であり、「sunkrētizein」の意味は「第三者との団結」である（sun + krēsという構成の語であり「sun」は「一緒に」という意味で、krēsは、もともとは古代クレタ共同体を指していた。
オックスフォード英語辞典は、「英語におけるsyncretism の初出」に関しては、1618年としている。
プルタルコスの著書『倫理論集』の「友愛」についてのエッセーに出てくる「クレタ人の同盟」を意味するギリシア語 συγκρητισμός （シュンクレーティスモス）を典拠としている。プルタルコスは、クレタ人たちが外部の脅威に直面した時に互いの相違点を捨てて歩み寄り同盟を結んだ、という例を引き合いに出して「これすなわち、かれらの謂わゆるシュンクレーティスモス（クレタ人の同盟）である」と述べた。

## 宗教におけるシンクレティズム
宗教、神学、神話におけるシンクレティズムは、元来別々であった宗教を合体させたり融合させることである。
たとえば仏教、イスラム教、インドの宗教、中国の宗教などでもシンクレティズムは見られる。
中国におけるシンクレティズム
中国における三教すなわち儒・仏・道の三教合一。
日本におけるシンクレティズム
日本におけるシンクレティズムの代表格は神仏習合である。
中米、南米におけるシンクレティズム
カリブ海諸国や南米において起きた、西アフリカの民俗信仰とキリスト教のカトリック教会の信仰のシンクレティズム（混淆）としては、ブードゥー教、カンドンブレなどがある。
グアテマラのチチカステナンゴの町はマヤ･インディオの居住する地域であり、サント･トマス教会では、マヤ文明の伝統の宗教行事が公然と教会の内外で行われている。
シンクレティズムは、インカ帝国の勢力下にあったペルー、ボリビア、エクアドルなどの高地住民の間でも顕著である。
南米でシンクレティズムが顕著に起きた原因のひとつは、南米の人口集中地域において「キリスト教化」を行うには「集団改宗」の形をとらざるをえなかったこともある。（教育程度が低い）先住民に教会堂に行くことを強制しつつ形式的な「集団洗礼」を行うだけでは、（聖書を読み聞かせて、その意味をじっくり理解させておこなう）信仰や内面性のともなう改宗とは違っていた（ただの「外形」だけ強制しても、先住民は一応、形だけ教会堂に行き着席し神父の説教の間、席に座っているが、説教の言葉の意味内容をほとんど理解しておらず、先住民はその場に大勢集まったついでに、説教の前後で、従来の土着の宗教の習慣化された儀式や祭りをやりつづけ、教会堂が複数の異なる宗教行為をごちゃまぜで行う場になった)。
ウクライナにおけるシンクレティズム
ウクライナにおいては、キエフ・ルーシ時代の土着信仰の風習を、ギリシア正教にうまく取り込みながら生活している（これは日本人がもともと神道という自然と結びついた宗教を信じていた歴史がありつつ、仏教という宗教もすんなり生活に取り入れたのと似ている）。
たとえばウクライナでは、6月末の夏至の時期には「イワン・クパーロの祭り」という祭りが行われる。「クパーロ」はウクライナ語で「水浴び」の意味で、「水浴によって悪霊を払って心身を清める」という土着の信仰にもとづいた祭りがもともとウクライナにはあり、そこに（後からウクライナの地に届いた）ギリシア正教における「洗礼者ヨハネ祭」が合体して、現在の「イワン・クパーロの祭り」ができた。女性は頭に花輪をつけ男性と手をつないで焚火の上を飛び越える。その後、頭の花輪を川に浮かべ、その年の "結婚運" を占う。
キリスト教のシンクレティズム

### 日本におけるシンクレティズム
日本の宗教におけるシンクレティズムの典型例としては、中世以降の神仏習合がある。また修験道も、それが成立するには、仏教・道教・神祇信仰など、諸宗教間の相互接触が不可欠だった（つまり修験道は、日本におけるシンクレティズムの産物である）。
日本では、「修験道は神道と仏教のシンクレティズムだ」とか「土着宗教とキリスト教のシンクレティズム」などという言い方でしばしば用いられ、様々なレベルにおける諸宗教間の融合、混淆、相互作用を意味する概念として定着している。
『ただし、「この概念が前提とする「純粋なもの」対「そうでないもの」という二分法」の妥当性については研究者から疑義が呈されている』と主張する人がいる。
大本教の例
大本（大本教）は天之御中主大神（あめのみなかぬしのおおかみ（『古事記』))、大本内では大国常立大神（おおくにとこたちのおおかみ）をキリスト教などに言う「万物の創造神」としており、この神は世界の各宗教にいう阿弥陀如来、ゴッド、エホバ、アラー、天、天帝などの名称で呼ばれているものすべてと同じである、とする。
皇祖皇太神宮は「すべての神々を祀る神宮（たましいたまや）」「ユダヤ教・道教・儒教・キリスト教・仏教・イスラム教すべてを包含する万教帰一の神宮」であるという。天皇は元々「万国の棟梁、世界天皇」、また「世界の五色人もまた皇孫」であり、モーセ・釈迦・老子・孔子・孟子・キリスト・モハメットが皆来朝してこの神宮で修業した、と由来記に述べ、モーセやキリストに関する物品や古文書（『竹内文書』。超古代文献と称するもの）と称するものまで有していた。
教義や信仰対象の詳細は各教派・宗派・団体の項目を参照。

## 他、補足など
異なる宗教の折り合いをつける方法としては、複数の宗教的伝統に「通底する部分が大いにある」とか「見方を変えれば、統一性がある」などと説明する方法がある。
なおキリスト教のプロテスタントの福音派はシンクレティズムを退けている。日本伝道会議は第１回日本伝道会議 宣言文において「イエス・キリストでなくても救われると教える異教や混合宗教、ならびに、イエス・キリストが救い主なる神であることを否定する異端をしりぞける」としている。